# Lommerange
Lommerange est une commune rurale du Nord-Est de la France, située dans le département de la Moselle.

## Géographie
Le village est situé sur le plateau lorrain et fait partie de la communauté de communes Thionville-Porte de France. Lommerange est situé dans le nord-ouest du département de la Moselle et est proche de la limite avec la Meurthe-et-Moselle.
Située à 287 mètres d'altitude et voisine des communes de Trieux et de Fontoy, 281 habitants (appelés les Lommerangeois et les Lommerangeoises) résident sur la commune de Lommerange sur une superficie de 7,97 km2.

### Communes limitrophes
| Sancy Meurthe-et-Moselle  |            | Fontoy                   |
|                           | Lommerange | Neufchef                 |
| Trieux Meurthe-et-Moselle |            | Avril Meurthe-et-Moselle |

### Hydrographie

#### Réseau hydrographique
La commune est située dans le bassin versant du Rhin au sein du bassin Rhin-Meuse. Elle est drainée par le ruisseau le Conroy et le ruisseau Fosse au Diable.
Le Conroy, d'une longueur totale de 20,9 km, prend sa source dans la commune de Boulange et se jette  dans l'Orne à Moyeuvre-Grande, après avoir traversé sept communes.

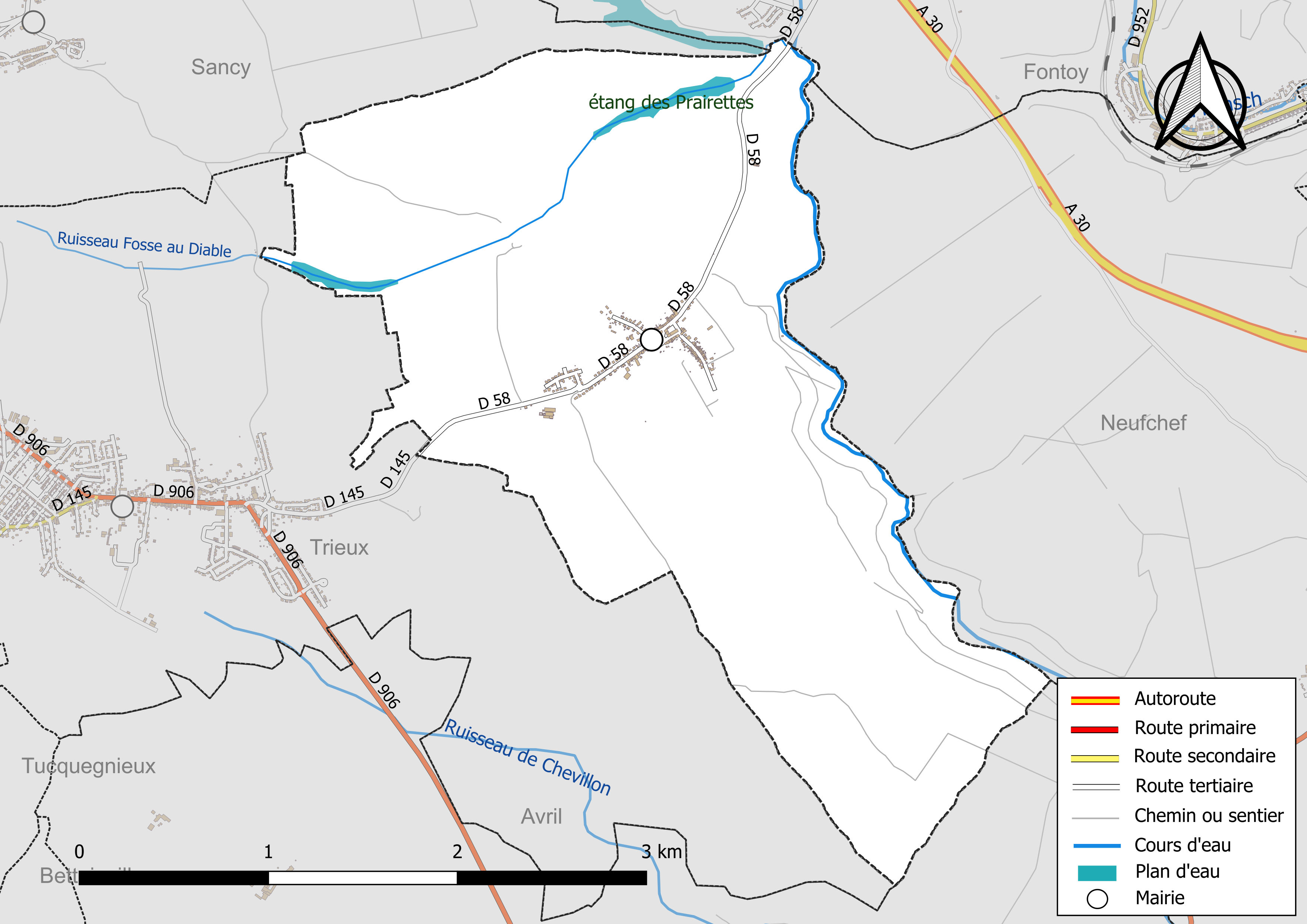
Réseaux hydrographique et routier de Lommerange.

#### Gestion et qualité des eaux
Le territoire communal est couvert par le schéma d'aménagement et de gestion des eaux (SAGE) « Bassin ferrifère ». Ce document de planification, dont le territoire correspond aux anciennes galeries des mines de fer, des aquifères et des bassins versants associés, d'une superficie de 2 418 km2, a été approuvé le 27 mars 2015. La structure porteuse de l'élaboration et de la mise en œuvre est la région Grand Est. Il définit sur son territoire les objectifs généraux d’utilisation, de mise en valeur et de protection quantitative et qualitative des ressources en eau superficielle et souterraine, en respect des objectifs de qualité définis dans le SDAGE  du Bassin Rhin-Meuse.
La qualité des eaux des principaux cours d’eau de la commune, notamment du ruisseau le Conroy, peut être consultée sur un site spécial géré par les agences de l’eau et l’Agence française pour la biodiversité.

### Climat
Pour des articles plus généraux, voir Climat du Grand Est et Climat de la Moselle.
En 2010, le climat de la commune est de type climat de montagne, selon une étude du Centre national de la recherche scientifique s'appuyant sur une série de données couvrant la période 1971-2000. En 2020, Météo-France publie une typologie des climats de la France métropolitaine dans laquelle la commune est exposée à un climat semi-continental et est dans la région climatique  Lorraine, plateau de Langres, Morvan, caractérisée par un hiver rude (1,5 °C), des vents modérés et des brouillards fréquents en automne et hiver. 
Pour la période 1971-2000, la température annuelle moyenne est de 9,5 °C, avec une amplitude thermique annuelle de 16,6 °C. Le cumul annuel moyen de précipitations est de 846 mm, avec 12,4 jours de précipitations en janvier et 9,2 jours en juillet. Pour la période 1991-2020, la température moyenne annuelle observée sur la station météorologique de Météo-France la plus proche, « Malancourt », sur la commune d'Amnéville à 15 km à vol d'oiseau, est de 10,2 °C et le cumul annuel moyen de précipitations est de 884,1 mm. 
La température maximale relevée sur cette station est de 39,3 °C, atteinte le 25 juillet 2019 ; la température minimale est de −17,9 °C, atteinte le 5 janvier 1985,,. 
Les paramètres climatiques de la commune ont été estimés pour le milieu du siècle (2041-2070) selon différents scénarios d'émission de gaz à effet de serre à partir des nouvelles projections climatiques de référence DRIAS-2020. Ils sont consultables sur un site spécial publié par Météo-France en novembre 2022.

## Urbanisme

### Typologie
Au 1er janvier 2024, Lommerange est catégorisée commune rurale à habitat dispersé, selon la nouvelle grille communale de densité à sept niveaux définie par l'Insee en 2022.
Elle est située hors unité urbaine. Par ailleurs la commune fait partie de l'aire d'attraction de Luxembourg (partie française), dont elle est une commune de la couronne,. Cette aire, qui regroupe 115 communes, est catégorisée dans les aires de 700 000 habitants ou plus (hors Paris),.

### Occupation des sols
L'occupation des sols de la commune, telle qu'elle ressort de la base de données européenne d’occupation biophysique des sols Corine Land Cover (CLC), est marquée par l'importance des territoires agricoles (64,3 % en 2018), une proportion identique à celle de 1990 (64,3 %). La répartition détaillée en 2018 est la suivante : 
terres arables (44,5 %), forêts (32,1 %), prairies (19,8 %), zones urbanisées (3,6 %). L'évolution de l’occupation des sols de la commune et de ses infrastructures peut être observée sur les différentes représentations cartographiques du territoire : la carte de Cassini (XVIIIe siècle), la carte d'état-major (1820-1866) et les cartes ou photos aériennes de l'IGN pour la période actuelle (1950 à aujourd'hui).

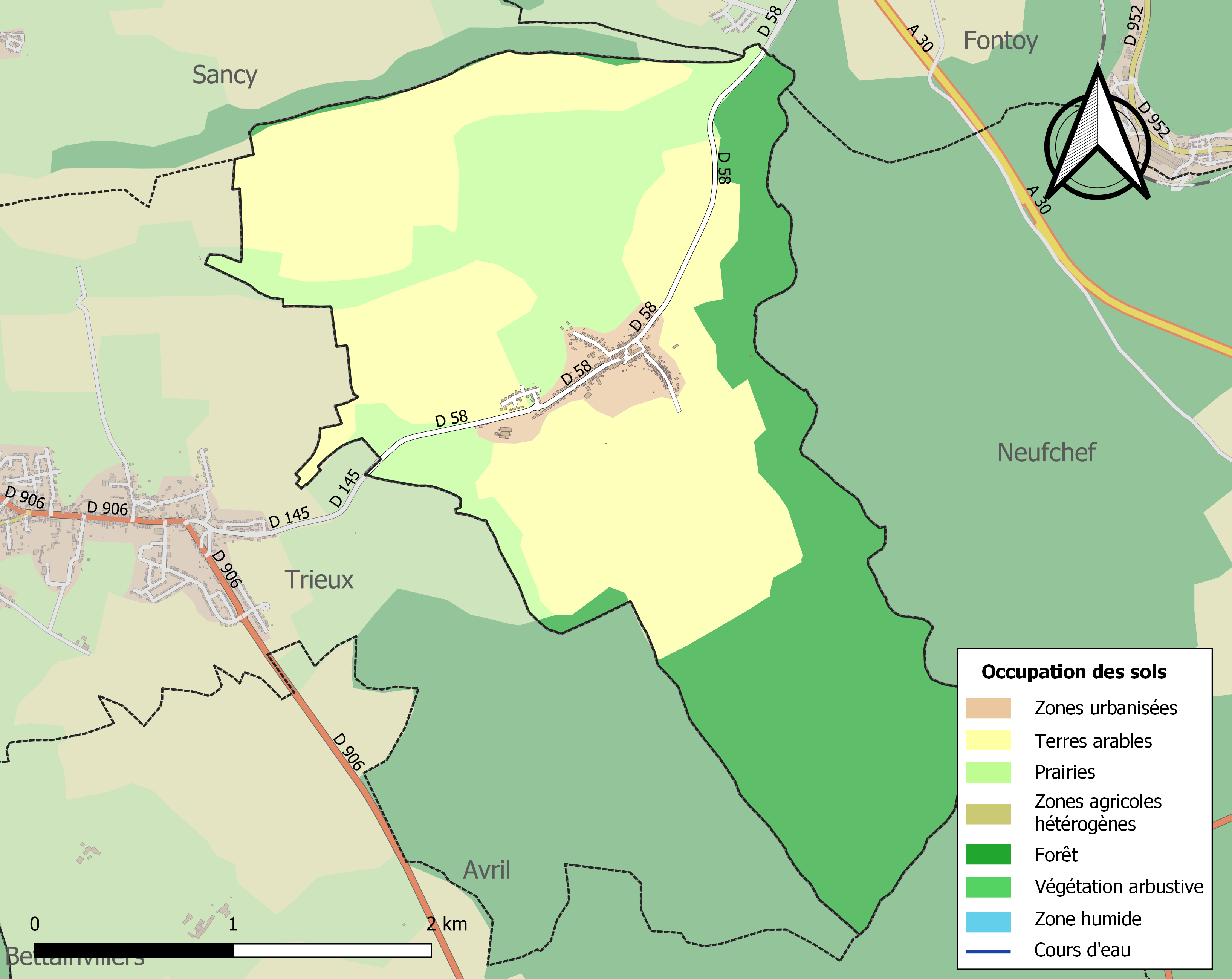
Carte des infrastructures et de l'occupation des sols de la commune en 2018 (CLC).

## Toponymie
- Ancien noms[16] : Laumeringa (1049), Lomeringa (1127), Lomeranges (1308), Lomeringia (1544), Lommerange (1793).
- En allemand : Lömeringen[16], Lommeringen (1871-1918 et 1940-44).
- En lorrain roman : Leumerange[16].
- En francique lorrain : Lomréng[17], Lomréngen[18], Lomeréngen et Lumréngen.

## Histoire
Il dépendait de l'ancienne province du Barrois, possession de l'évêché de Verdun. Il était cure de l'archiprêtré de Rombas.
Du XVIe au XVIIIe siècle, une partie de la seigneurie de Lommerange, acquise de la famille de Vigneulles en 1597, appartenait à la famille de Serainchamps. En 1785, Marguerite de Serainchamps, baronne de Brabant, dernière de sa famille, fit donation à Charles-Alexandre, comte de Gourcy, devenu comte de Gourcy-Serainchamps, des terres qu'elle possédait. 
En 1817, village de l'ancienne province du Barrois, il avait pour annexe la ferme de Landrevange. À cette époque, il y avait 232 habitants répartis dans 49 maisons.
En 1871, Adolphe Thiers souhaitait donner de l'espace à la place forte de Belfort devant rester française. Les Allemands, qui n'ignoraient pas la grande valeur minière du sous-sol, acceptèrent à condition de récupérer à leur profit des communes en déplaçant vers l'ouest la frontière prévue lors des préliminaires de paix signés à Versailles le 26 février 1871. Les communes de Rédange, Thil, Villerupt, Aumetz, Boulange, Lommerange, Sainte-Marie-aux-Chênes, Vionville devenaient donc allemandes. Mais Villerupt et Thil restèrent françaises grâce à la jovialité du normand Augustin Pouyer-Quertier, qui plaisait au chancelier Bismarck.

## Politique et administration
| Période                                  | Période  | Identité   | Étiquette | Qualité |
| ---------------------------------------- | -------- | ---------- | --------- | ------- |
| mars 1983                                | En cours | René André |           |         |
| Les données manquantes sont à compléter. |          |            |           |         |

## Démographie
L'évolution du nombre d'habitants est connue à travers les recensements de la population effectués dans la commune depuis 1793. Pour les communes de moins de 10 000 habitants, une enquête de recensement portant sur toute la population est réalisée tous les cinq ans, les populations de référence des années intermédiaires étant quant à elles estimées par interpolation ou extrapolation. Pour la commune, le premier recensement exhaustif entrant dans le cadre du nouveau dispositif a été réalisé en 2004.

En 2022, la commune comptait 383 habitants, en évolution de +34,39 % par rapport à 2016 (Moselle : +0,52 %, France hors Mayotte : +2,11 %).
| 1793 | 1800 | 1806 | 1821 | 1836 | 1841 | 1861 | 1866 | 1871 |
| ---- | ---- | ---- | ---- | ---- | ---- | ---- | ---- | ---- |
| 306  | 241  | 258  | 244  | 282  | 275  | 255  | 230  | 222  |

| 1875 | 1880 | 1885 | 1890 | 1895 | 1900 | 1905 | 1910 | 1921 |
| ---- | ---- | ---- | ---- | ---- | ---- | ---- | ---- | ---- |
| 224  | 218  | 220  | 205  | 180  | 193  | 207  | 238  | 219  |

| 1926 | 1931 | 1936 | 1946 | 1954 | 1962 | 1968 | 1975 | 1982 |
| ---- | ---- | ---- | ---- | ---- | ---- | ---- | ---- | ---- |
| 222  | 228  | 217  | 227  | 222  | 268  | 262  | 234  | 278  |

| 1990 | 1999 | 2004 | 2006 | 2009 | 2014 | 2019 | 2022 | - |
| ---- | ---- | ---- | ---- | ---- | ---- | ---- | ---- | - |
| 282  | 313  | 298  | 287  | 288  | 279  | 334  | 383  | - |

## Culture locale et patrimoine

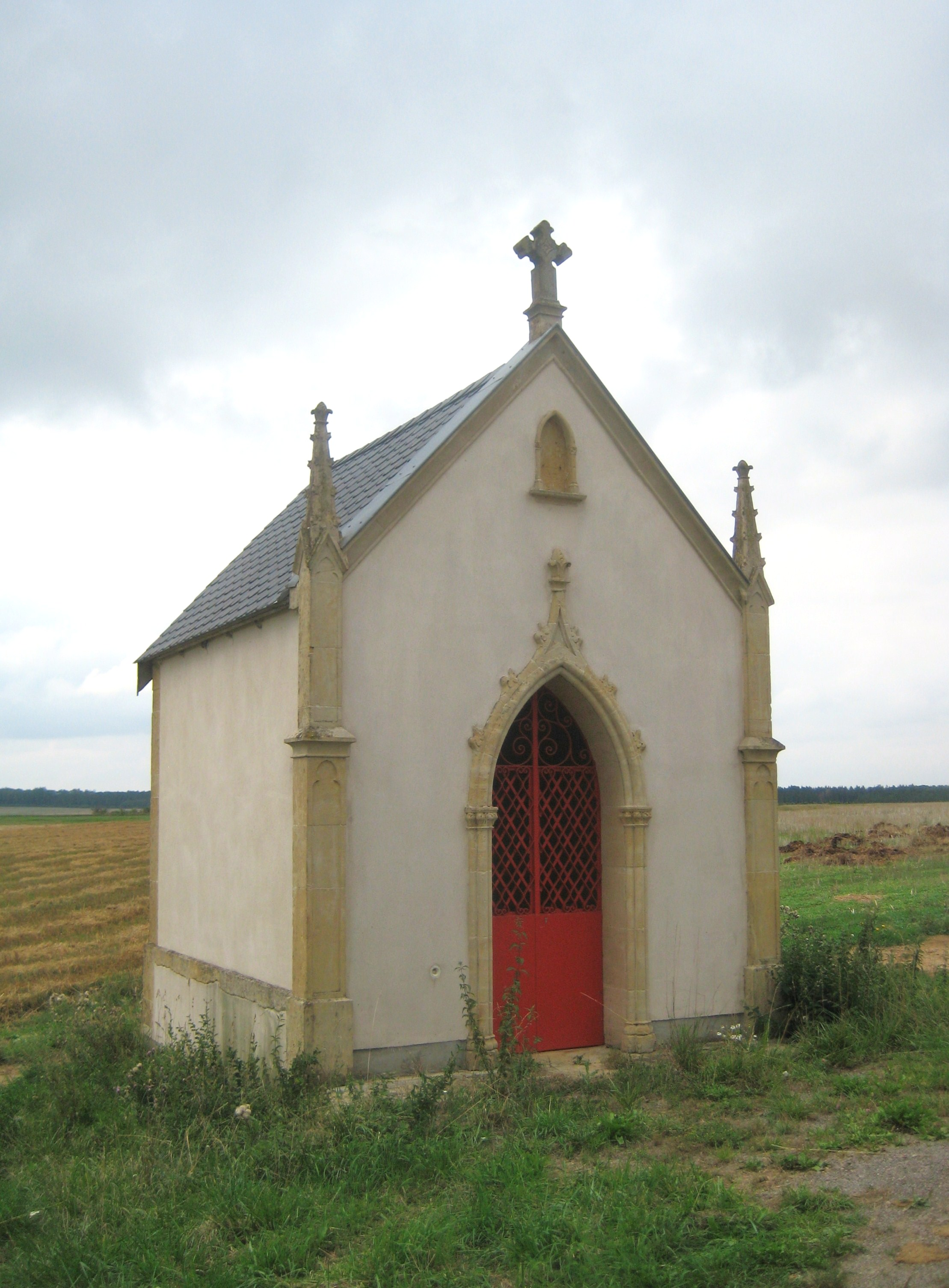
Chapelle Sainte-Appoline

### Lieux et monuments
- Passage d'une voie romaine.
- Monument des fusillés du Conroy.
- Église paroissiale Saint-Léger de 1775 ; Christ de pitié de 1530, Pietà du XVIe siècle, statues de saint Léger des XVIe siècle et XVIIIe siècle.
- Chapelle Sainte-Appoline de 1874.
- Calvaires.
- Annexe d'Amelange, village disparu aux environs de 1420 pendant la guerre de Cent Ans[25].

### Blason
| Blason | Blasonnement : D'azur à la crosse d'or senestrée d'une épée haute d'argent garnie aussi d’or, accompagnées de trois clous de la Passion aussi d'argent, à l'étoile de six rais d'or brochant sur le tout. |

## Vie locale

### sports
- Piste de karting.
- FC Lommerange.
- Centre équestre (Poney Club de Marléa).